# زوانتم
منطقه زونتم (به فرانسوی: Zaventem) یک شهرداری بلژیکی در استان برابانت فلاندر  در کشور بلژیک می باشد. این ناحیه در منطقه Dijleland، یکی از سه منطقه تفریحی بزرگ قرار دارد که با هم Groene Gordel ("کمربند سبز") را در اطراف پایتخت بروکسل تشکیل می دهند. شهرداری زونتم شامل زیرمجموعه‌های سنت-استیون-ولووه (Sint-Stevens-Woluwe)، استربک (Sterrebeek)، نوسگم (Nossegem) و زونتم (Zaventem) می باشد. جمعیت این ناحیه در اول ژانویه 2006 28651 نفر گزارش شده است. مساحت کل این ناحیه 27.62 کیلومتر مربع (10.66 مایل مربع) با تراکم جمعیتی 1037 نفر در هر کیلومتر مربع است. این ناحیه جزیی از منطقه فلاندر به حساب می آید و بنابراین زبان رسمی در این منطقه زبان فلاندری (به فرانسوی زبان فلامان) است. فرودگاه بین المللی بروکسل (زونتم) در این منطقه قرار دارد و با شهر دیگم (Diegem) همسایه است.

## نگارخانه

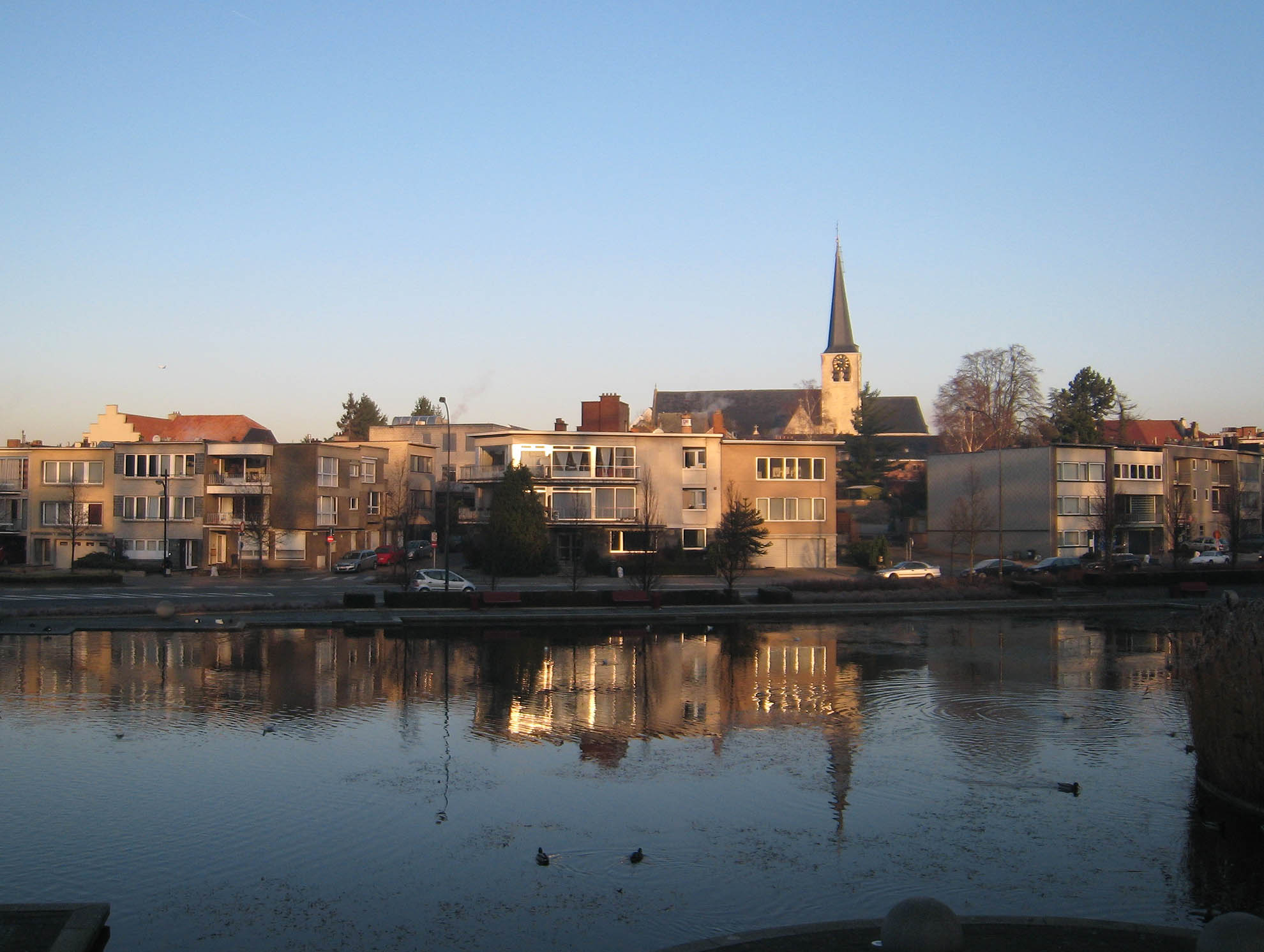
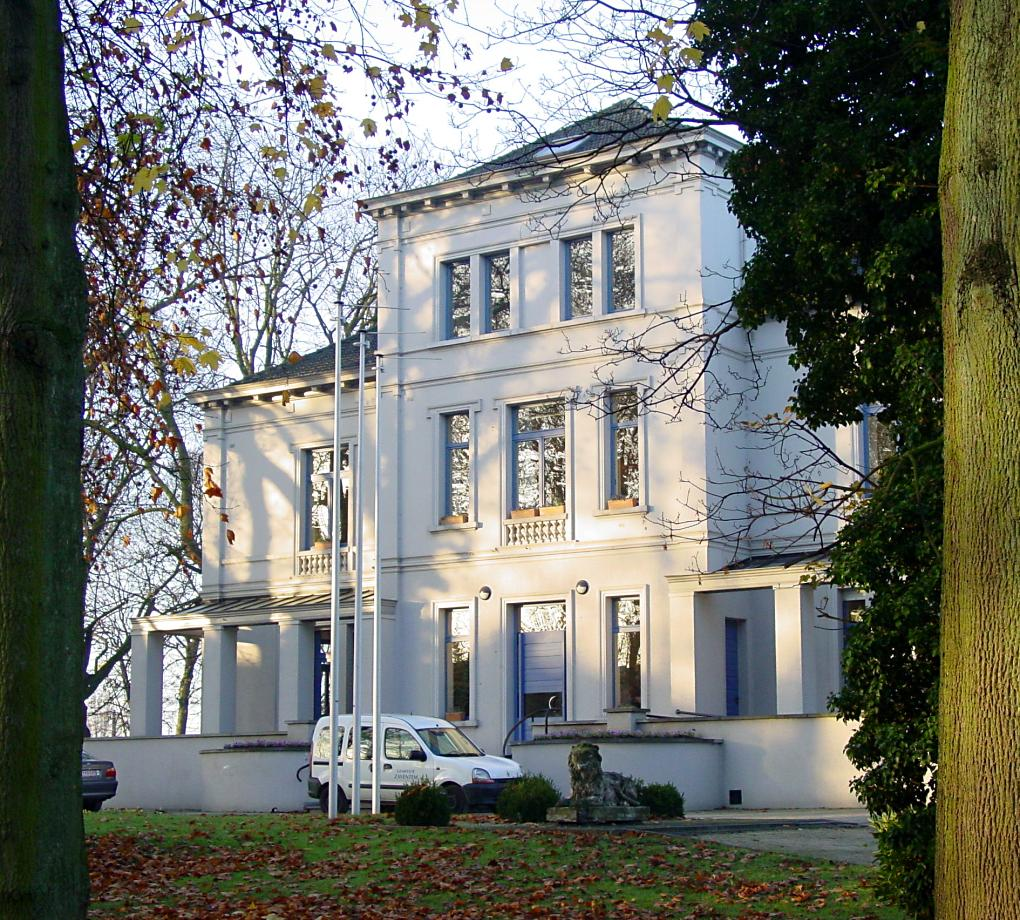